# Zabaglione

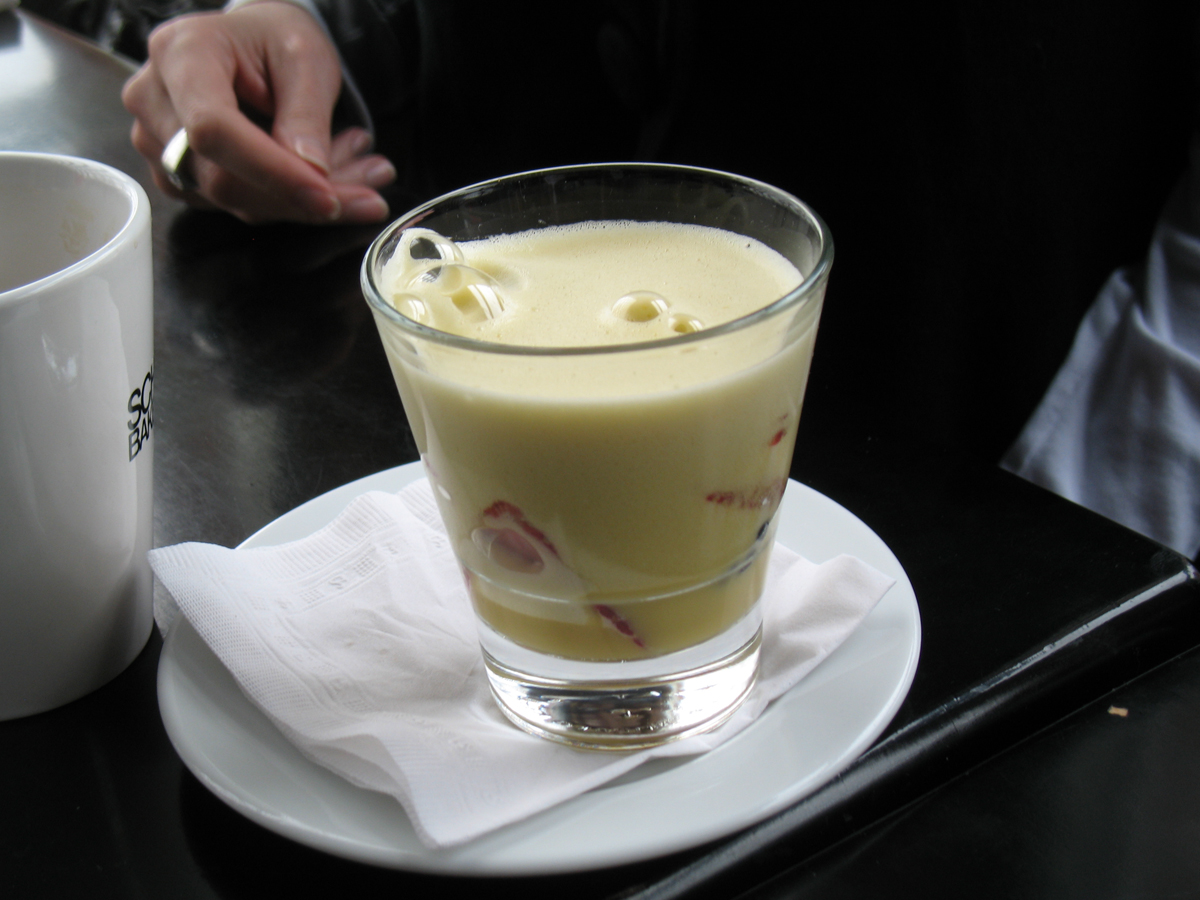
Zabaglione med champagne.

Zabaglione, sabayon, zabaione eller zabajone är en italiensk dessert gjord av äggulor, socker och söt likör (oftast Marsalavin), och ibland grädde eller hela ägg. Det är en väldigt lätt kräm, som har vispats för att innehålla mycket luft och serveras vanligtvis i glas. Zabaglione serveras traditionellt med färska fikon. Det är även en populär rätt i Argentina, där den kallas sambayón.